# Echinopsis calochlora
Echinopsis calochlora  es una especie de plantas en la familia Cactaceae. Es endémica de Goiás y Mato Grosso do Sul en  Brasil. Es una especie común en lugares localizados.

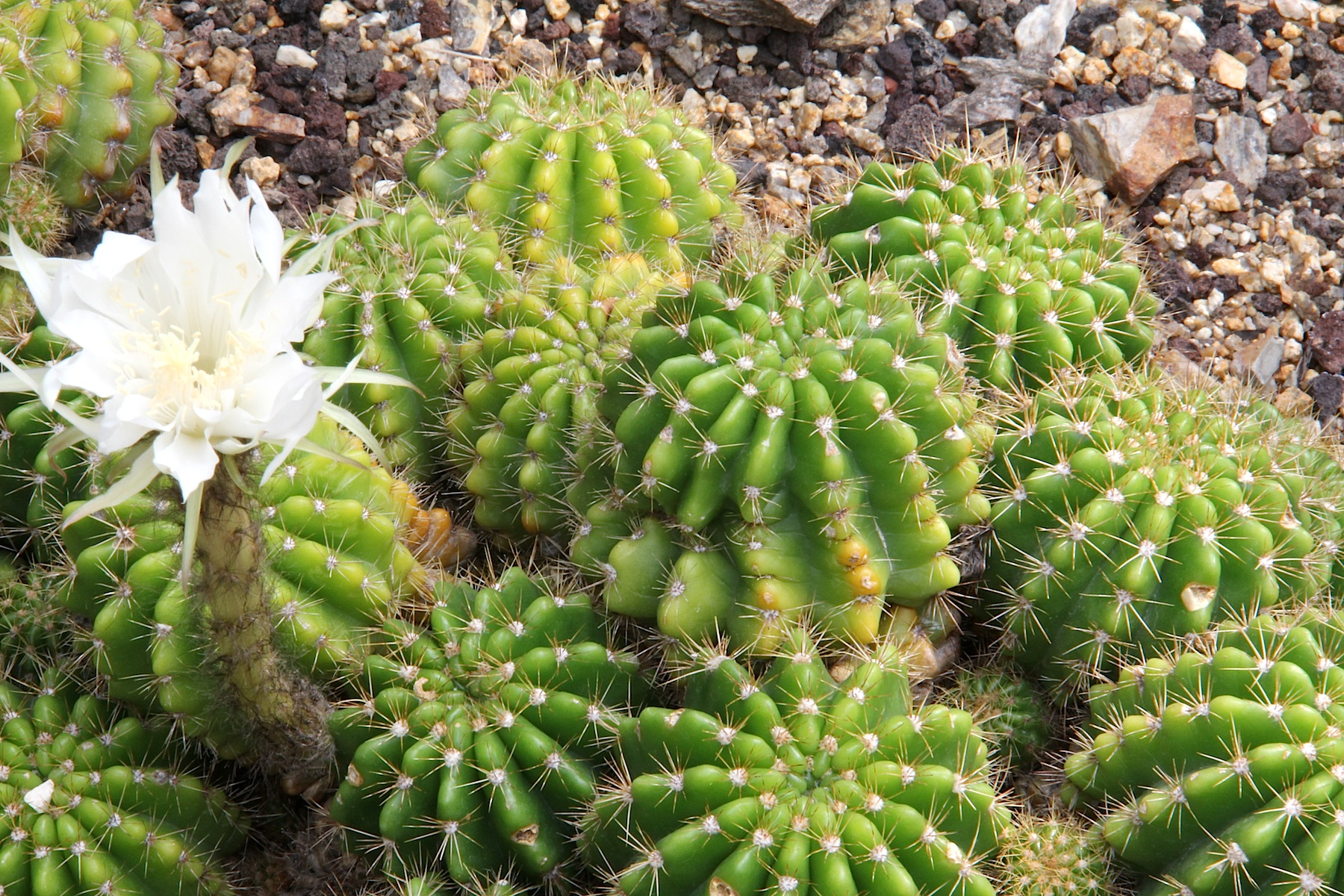
Vista de la planta

## Descripción
Es una planta perenne que crece solitaria o formando grupos. Tiene forma de bola, de color verde oscuro a verde pálido con brotes que alcanzan los 6-9 cm de diámetro. Tiene de 13 a 16 grandes costillas , que son casi muescas. Las areolas están empotradas y miden hasta 1.5 cm, de ellas florecen esponas aciculares de color amarillo. Las tres espinas centrales son ligeramente más largas que las 14 a 20 espinas radiales. Las espinas son de hasta 1 cm de largo. Las flores son blancas en forma de embudo y aparecen al lado y se abren por la noche. Son de hasta 16 centímetros de largo.

## Taxonomía
Echinopsis calochlora fue descrita por Karl Moritz Schumann y publicado en Monatsschrift für Kakteenkunde 13: 108. 1903.
Etimología
Ver: Echinopsis
calochlora epíteto latino que significa "de un bello color verde"
Sinonimia
- Echinopsis grandiflora